# Zukunftsinvestitionsgesetz
Das Zukunftsinvestitionsgesetz (ZuInvG) war ein Rechtsinstrument zur Umsetzung des im Januar und Februar 2009 beschlossenen Konjunkturpakets II. Das ZuInvG wurde am 5. März 2009 als Artikel 7 des Gesetzes zur Sicherung von Beschäftigung und Stabilität in Deutschland vom 2. März 2009 (BGBl. I S. 416) verkündet.
Das grundsätzliche „Förderziel“ des ZuInVG ist es, Störungen des gesamtwirtschaftlichen Gleichgewichts der Bundesrepublik Deutschland abzuwehren. Hierzu gewährt der Bund den Ländern aus einem Sondervermögen, das mit dem Gesetz zur Errichtung eines Sondervermögens „Investitions- und Tilgungsfonds“ (ITFG) vom 2. März 2009 (BGBl. I S. 416, 417) begründet wurde, „Finanzhilfen für besonders bedeutsame Investitionen der Länder und Gemeinden (Gemeindeverbände) nach Artikel 104b des Grundgesetzes in Höhe von insgesamt 10 Milliarden Euro“ (§ 1 Abs. 1 ZuInvG).
Nach § 1 Abs. 3 ZuInvG sollen die Mittel „überwiegend für Investitionen der Kommunen eingesetzt werden“. Dabei sind die Länder aufgefordert, „dafür Sorge zu tragen, dass auch finanziell schwache Kommunen Zugang zu den Finanzhilfen erhalten“. Die Verteilung der Mittel auf die Länder erfolgt nach in § 2 ZuInvG festgelegten Prozentsätzen, die an der Einwohnerzahl jedes Bundeslandes orientiert sind. Dabei entfällt mit über 21 % der größte Anteil auf das bevölkerungsstärkste Land Nordrhein-Westfalen, der mit ca. 0,88 % kleinste Anteil auf das bevölkerungsschwächste Land Bremen. 
Als konkrete „Förderbereiche“ sind „Investitionen mit Schwerpunkt Bildungsinfrastruktur“ und der „Investitionsschwerpunkt Infrastruktur“ ausgewiesen (§ 3 ZuInVG).
Der „Förderzeitraum“ besagt, dass solche Investitionen gefördert werden können, die zwischen dem 27. Januar 2009 und dem 31. Dezember 2010 begonnen wurden; jedoch sind unter bestimmten Voraussetzungen auch schon vor dem 27. Januar 2009 begonnene Vorhaben förderungsfähig (§ 5 ZuInvG). 2011 sollen Finanzhilfen nur noch für Investitionsvorhaben eingesetzt werden, „die vor dem 31. Dezember 2010 begonnen wurden und bei denen im Jahr 2011 ein selbständiger Abschnitt des Investitionsvorhabens abgeschlossen wird“ (§ 5 ZuInvG). „Nach dem 31. Dezember 2011 dürfen Bundesmittel nicht mehr zur Auszahlung angeordnet werden“ (§ 7 Abs. 2 ZuInvG). Außerdem besteht ein an bestimmte Bedingungen geknüpftes Rückforderungsrecht des Bundes für seine Finanzhilfen samt Verzinsung gegenüber einem Land (§ 7 Abs. 1 ZuInvG).